# Hydnophytum loranthifolium
Hydnophytum loranthifolium là một loài thực vật có hoa trong họ Thiến thảo. Loài này được (Benth.) Becc. mô tả khoa học đầu tiên năm 1884.